# Mondavio
Mondavio település Olaszországban, Marche régióban, Pesaro és Urbino megyében. Lakosainak száma 3634 fő (2023. január 1.). Mondavio Fratte Rosa, Montemaggiore al Metauro, San Lorenzo in Campo, Corinaldo, Monte Porzio, Terre Roveresche és Colli al Metauro községekkel határos.

## Népesség
A település lakossága az elmúlt években az alábbi módon változott:
| Lakosok száma | 3795 | 3830 | 3725 | 3634 |
|               | 2017 | 2018 | 2020 | 2023 |